# Nulová množina
Nulová množina {\displaystyle N\subset \mathbb {R} } je v matematické analýze měřitelná množina, které má míru nula. Lze ji charakterizovat jako množinu, kterou lze pokrýt spočetným sjednocením intervalů s libovolně malou celkovou délkou.
Pojem nulové množiny se nesmí zaměňovat s prázdnou množinou, jak je definována v teorii množin. Prázdná množina má Lebesgueovu míru nula, ale existují i neprázdné množiny, které jsou nulové. Například jakákoli neprázdná spočetná množina reálných čísel má Lebesgueova míru nula a proto je nulová.
Obecněji, na daném prostoru s mírou {\displaystyle M=(X,\Sigma ,\mu )} je nulová množina množina {\displaystyle S\in \Sigma } taková, že {\displaystyle \mu (S)=0}.

## Příklad
Každá konečná nebo spočetně nekonečná podmnožina reálných čísel je nulovou množinou. Například množina přirozených čísel a množina racionálních čísel jsou obě spočetně nekonečné a proto (pokud je bereme jako podmnožiny reálných čísel) to jsou nulové množiny.
Cantorovo diskontinuum je příkladem nespočetné nulové množiny.

## Definice
Předpokládejme, že {\displaystyle A} je podmnožina reálné osy {\displaystyle \mathbb {R} } taková, že
{\displaystyle \forall \varepsilon >0,\ \exists \left\{U_{n}\right\}_{n}:U_{n}=(a_{n},b_{n})\subset \mathbb {R} :\quad A\subset \bigcup _{n=1}^{\infty }U_{n}\ \land \ \sum _{n=1}^{\infty }\left|U_{n}\right|<\varepsilon \,,}
kde Un jsou intervaly a |U| je délka intervalu U, pak A je nulová množina, nazývaná také množina s mírou nula.
V terminologii matematické analýzy tato definice vyžaduje, aby existovala posloupnost otevřených pokrytí množiny A, taková, že limita délky pokrytí je nulová.

## Vlastnosti
Prázdná množina je vždy nulová množina. Obecněji jakákoli spočetná množina sjednocení nulových množin je nulová množina. Jakákoli měřitelná podmnožina nulové množiny je také nulová množina. Současně tato fakta ukazují, že m-nulové množiny X tvoří sigma-ideál na množině X. Podobně měřitelné m-nulové množiny tvoří sigma-ideál sigma algebry měřitelných množin. Nulové množiny tedy mohou být interpretovány jako množiny zanedbatelné míry, které se používají pro definici pojmu skoro všude.

## Lebesgueova míra
Lebesgueova míra je standardním způsobem přiřazení délky, obsahu nebo objemu podmnožinám Eukleidovského prostoru.
Podmnožina N množiny {\displaystyle \mathbb {R} } má nulovou Lebesgueovu míru a je považována za nulovou množinu v {\displaystyle \mathbb {R} } právě tehdy, když:
Pro každé kladné číslo ε, existuje posloupnost {In} intervalů v {\displaystyle \mathbb {R} } taková, že N je obsaženo ve sjednocení {In} a celková délka sjednocení je menší než ε.
Tuto podmínku lze zobecnit na {\displaystyle \mathbb {R} ^{n}}, pomocí n-rozměrných krychlí místo intervalů. Ve skutečnosti myšlenka lze vytvořit, aby dávala smysl na libovolném Riemannově varietě, i když na ní neexistuje Lebesgueova míra.
Například:
- Vzhledem k {\displaystyle \mathbb {R} ^{n}} jsou všechny jednoprvkové množiny nulové, a proto všechny spočetné množiny jsou nulové. Speciálně množina Q racionálních čísel je nulová množina, i když je hustá v {\displaystyle \mathbb {R} }.
- Standardní konstrukce Cantorova diskontinua je příkladem nulové nespočetné množiny v {\displaystyle \mathbb {R} }; jsou však konstrukce, které Cantorově množině přiřazují nějakou míru.
- Všechny podmnožiny {\displaystyle \mathbb {R} ^{n},} jejichž dimenze je menší než n mají nulovou Lebesgueovu míru v {\displaystyle \mathbb {R} ^{n}}. Například přímky nebo kružnice jsou nulovými množinami v {\displaystyle \mathbb {R} ^{2}}.
- Sardovo lemma: množina kritických hodnot hladké funkce má míru nula.

Pokud λ je Lebesgueova míra na {\displaystyle \mathbb {R} } a π je Lebesgueova míra na {\displaystyle \mathbb {R} ^{2}}, pak součinová míra {\displaystyle \lambda \times \lambda =\pi }. A použitím nulových množin lze Fubiniovu větu vyjádřit následující ekvivalencí:
- Pro {\displaystyle A\subset \mathbb {R} ^{2}} a {\displaystyle A_{x}=\{y;(x,y)\in A\},} {\displaystyle \pi (A)=0\iff \lambda \left(\left\{x;\lambda \left(A_{x}\right)>0\right\}\right)=0.}

## Použití
Nulové množiny hrají klíčovou roli v definici Lebesgueova integrálu: pokud funkce f a g se sobě rovnají kromě nulové množiny, pak f je integrovatelná právě tehdy, když g je integrovatelná, a jejich integrály si jsou rovné. To motivuje formální definici Lp prostorů jako množin ekvivalence tříd funkcí, které se liší pouze na nulových množinách.
Míra, v níž každá podmnožina nulové množiny je měřitelná, je úplná. Jakoukoli neúplnou míru lze doplnit na úplnou požadavkem, aby každá podmnožina nulové množiny měla míru nula. Lebesgueova míra je příkladem úplné míry; v některých konstrukcích je definována jako zúplnění neúplné Borelovské míry.

### Podmnožina Cantorovy množiny, která není Borelovsky měřitelná
Borelovská míra není úplná. Jednoduchým důkazem je začít standardním Cantorovým diskontinuem K, které je uzavřené, a tedy Borelovsky měřitelné, a které má míru nula, a hledat podmnožinu F množiny K, která není Borelovsky měřitelná. (Protože Lebesgueova míra je úplná, tato množina F je samozřejmě Lebesgueovsky měřitelná.)
Nejdříve musíme vědět, že každá množina kladné míry obsahuje neměřitelnou podmnožinu. Nechť f je Cantorova funkce, spojitá funkce, která je lokálně konstantní na Kc, a monotonně rostoucí na intervalu {\displaystyle \langle 0,1\rangle }, s f(0) = 0 a f(1) = 1. Zjevně je f(Kc) spočetná, protože obsahuje jeden bod pro každou komponentu Kc. Tedy f(Kc) má míra nula, takže f(K) má míru jedna. Potřebujeme striktně monotónní funkci, proto uvažujme g(x) = f(x) + x. Protože g(x) je striktně monotonní a spojitá, jde o homeomorfismus. Navíc g(K) má míru jedna. Nechť E ⊂ g(K) je neměřitelná, a nechť F = g−1(E). Protože g je injektivní, dostáváme, že F ⊂ K, a proto F je nulová množina. Ale, pokud by byla Borelovsky měřitelná, pak g(F) by také bylo Borelovsky měřitelné (zde používáme fakt, že vzor Borelovské množiny pro spojitou funkci je měřitelný; g(F) = (g−1)−1(F) je vzor F spojitou funkcí h = g−1.) Proto je F nulová, ale není Borelovsky měřitelnou množinou.

## Haarova nulová množina
V separabilním Banachově prostoru (X, +) zobrazuje grupová operace jakoukoli podmnožinu A ⊂ X na převod A + x pro jakékoli x ∈ X. Pokud existuje pravděpodobnostní míra μ na σ-algebře Borelovských podmnožin množiny X, taková, že pro všechna x, μ(A + x) = 0, pak A je Haarova nulová množina.
Termín vyjadřuje nulovou invarianci míry převodů, což ji spojuje s úplnou invariancí nalezenou Haarovou mírou.
Některé algebraické vlastnosti topologických grup se týkají velikosti podmnožin a Haarových nulových množin.
Haarovy nulové množiny se používají v polských grupách pro důkaz, že, pokud A není množinou první kategorie, pak A−1A obsahuje otevřené okolí neutrálního prvku. Tato vlastnost je pojmenována po Hugovi Steinhausovi protože je tvrzením Steinhausovy věty.